# Vespoidea
Super-famille
Les vespoïdes (Vespoidea) sont une super-famille d'insectes, sous-classe des ptérygotes, section des néoptères, division des holométaboles, super-ordre des mécoptéroïdés, ordre des hyménoptères, sous-ordre des apocrites.

## Les familles
Les vespoïdes, regroupant les fourmis et la plupart des guêpes, sont répartis en huit super-familles ou familles :
- les bradynobénidés (Bradynobaenidae).
- les formicidés (Formicidae), communément appelés fourmis.
- les mutilidés (Mutillidae)
- les pompilidés (Pompilidae), mais facilement confondus avec certains vespidés, les pompiles  (ci-dessous).
- les sapygidés (Sapygidae)
- les scoliidés (Scoliidae)
- les tiphilidés (Tiphiidae)
- les vespidés (Vespidae), c'est-à-dire les familles de guêpes dites « sociales » ou « maçonnes ».

Il ne faut pas confondre les vespoïdes de type guêpe avec les abeilles qui sont d'une autre super-famille, les apoïdes (Apoidea), dans le même infra-ordre.